# إديث إيفانسون
إديث إيفانسون (بالإنجليزية: Edith Evanson)‏ هي ممثلة أمريكية، ولدت في 28 أبريل 1896 ببيلينغام في الولايات المتحدة، وتوفيت في 29 نوفمبر 1980 بريفرسايد في الولايات المتحدة.

## أعمال

### أفلام
- (1941) زهور وسط الغبار
- (1942) سيدة العام
- (1953) شين[4]
- (1959) رحلة إلى مركز الأرض

## وصلات خارجية
- إديث إيفانسون على موقع IMDb (الإنجليزية)
- إديث إيفانسون على موقع ألو سيني (الفرنسية)
- إديث إيفانسون على موقع أول موفي (الإنجليزية)
- إديث إيفانسون على موقع قاعدة بيانات الأفلام السويدية (السويدية)
- إديث إيفانسون على موقع قاعدة بيانات الفيلم (الإنجليزية)
- إديث إيفانسون على موقع كينوبويسك (الروسية)